# Koczkodan liberyjski
Koczkodan liberyjski (Cercopithecus campbelli) – gatunek ssaka naczelnego z podrodziny koczkodanów (Cercopithecinae) w obrębie rodziny koczkodanowatych (Cercopithecidae).

## Taksonomia
Gatunek po raz pierwszy zgodnie z zasadami nazewnictwa binominalnego opisał w 1838 roku angielski przyrodnik George Robert Waterhouse nadając mu nazwę Cercopithecus Campbelli. Miejsce typowe to Sierra Leone. Holotyp to skóra dorosłego osobnika o nieokreślonej płci (sygnatura BMNH Mammals 1855.12.24.408) ze zbiorów Muzeum Historii Naturalnej w Londynie. 
Cercopithecus campbelli należy do grupy gatunkowej mona. Na obszarze pomiędzy rzekami Cavalla i Sassandra-N’zo we wschodniej części Wybrzeża Kości Słoniowej znaleziono osobniki o pośrednich cechach pomiędzy C. campbelli a C. lowei (we wcześniejszych ujęciach systematycznych uważany za podgatunek C. campbelli) co sugeruje krzyżowanie się tych dwóch gatunków. 
Autorzy Illustrated Checklist of the Mammals of the World uznają ten gatunek za monotypowy. 

### Etymologia
- Cercopithecus: gr. κερκοπίθηκος kerkopithēkos ‘małpa z długim ogonem’, od gr. κερκος kerkos ‘ogon’; πιθηκος pithēkos ‘małpa’[11].
- campbelli: mjr. Henry Dundas Campbell (zm. 1837), oficer British Army, gubernator Sierra Leone od 1833 aż do swojej śmierci[12].

## Zasięg występowania
Koczkodan liberyjski występuje w Senegalu (od północy rzeki Casamance), Gambii, Gwinei Bissau (w tym na wyspie Caravela w archipelagu Bijagós), Gwinei, Sierra Leone i Liberii (tylko do rzeki Cavalla na granicy Liberii i Wybrzeża Kości Słoniowej).

## Charakterystyka

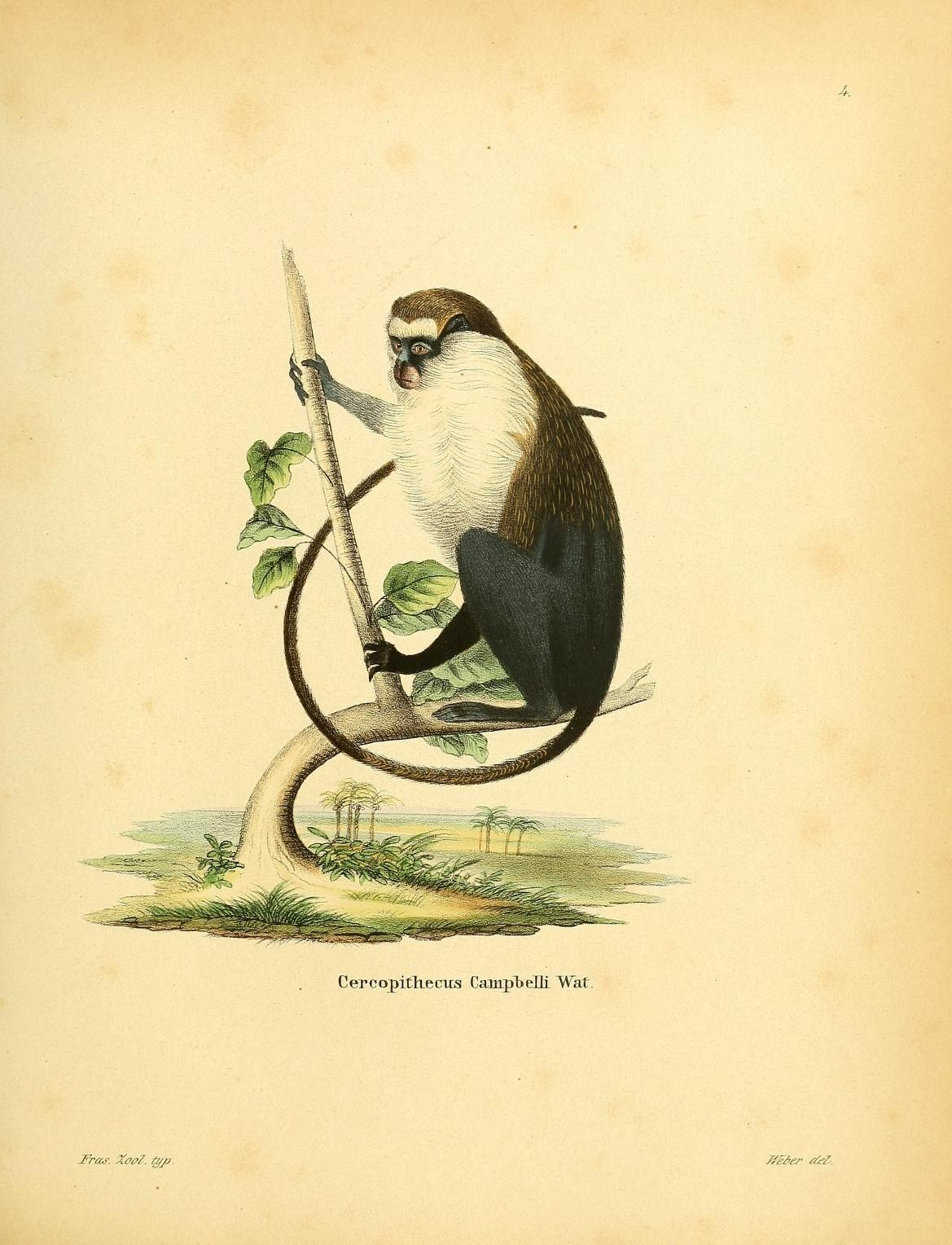
Koczkodan liberyjski na XIX-wiecznej ilustracji

### Wygląd
W tym gatunku występuje dymorfizm płciowy pod względem wielkości ciała. Samce osiągają długość 43–54 cm i są nieznacznie większe od samic, które mierzą 36–43 cm. Gatunek posiada długi ogon, który mierzy u samców 49–85 cm, natomiast u samic 58–68. Natomiast masa ciała u samców to 3,9–4,6 kg, natomiast u samic około 2,2 kg. Ich przednie kończyny są krótsze od tylnych. 
Koczkodany liberyjskie mają różnobarwne umaszczenie. Ich ręce, nogi oraz dolna część grzbietu są szare lub czarne, reszta grzbietu jest żółto-brązowa, natomiast twarz żółtawa, a po bokach szara. Mają dobrze zarysowane oczy i różowy nos. Długi, chudy i czarny ogon pomaga im się poruszać.

### Styl życia
Zamieszkuje tereny nizinne do 600 m n.p.m., głównie sawanny, lasy oraz zarośla. Zwierzęta te zazwyczaj żyją w małych grupach 9–14 osobników, jednak zaobserwowano grupę liczącą 33 osobniki.
Prawie połowę ich diety stanowią owoce, jednak żywią się także owadami, liśćmi i nasionami. Koczkodany liberyjskie prowadzą dzienny tryb życia, przebywając głównie na drzewach. 
Osiągają dojrzałość płciową między 2 a 5 rokiem życia. Ciąża trwa około pół roku. Na świat zwykle przychodzi jeden osobnik, czasami zdarzają się bliźniaki.

## Status
W Czerwonej księdze gatunków zagrożonych IUCN koczkodan liberyjski od 2019 roku klasyfikowany jest jako gatunek bliski zagrożenia (NT – Near Threatened); wcześniej miał status najmniejszej troski (LC – Least Concern). Do głównych zagrożeń dla tego naczelnego należą polowania dla mięsa oraz utrata siedlisk. Mimo że występuje on w wielu obszarach chronionych, to w części z nich (np. w Parku Narodowym Sapo) ochrona przed kłusownictwem jest słaba. Gatunek ten jest ujęty w II załączniku konwencji waszyngtońskiej (CITES).